# Loge Kennemerland
Loge Kennemerland is een vrijmetselaarsloge in Haarlem opgericht in 1926, aangesloten bij de nationale koepelorganisatie Orde van Vrijmetselaren onder het Grootoosten der Nederlanden. De Loge komt wekelijks op donderdagavond bij elkaar, met uitzondering van de zomerperiode en tijdens de feestdagen in december.
De huidige logepenning heeft een rood draaglint, verwijzend naar de kleur van de loge. De vorm van de penning verwijst naar de duinroos. Aan de penning zijn een vijfpuntige ster, passer en winkelhaak toegevoegd.

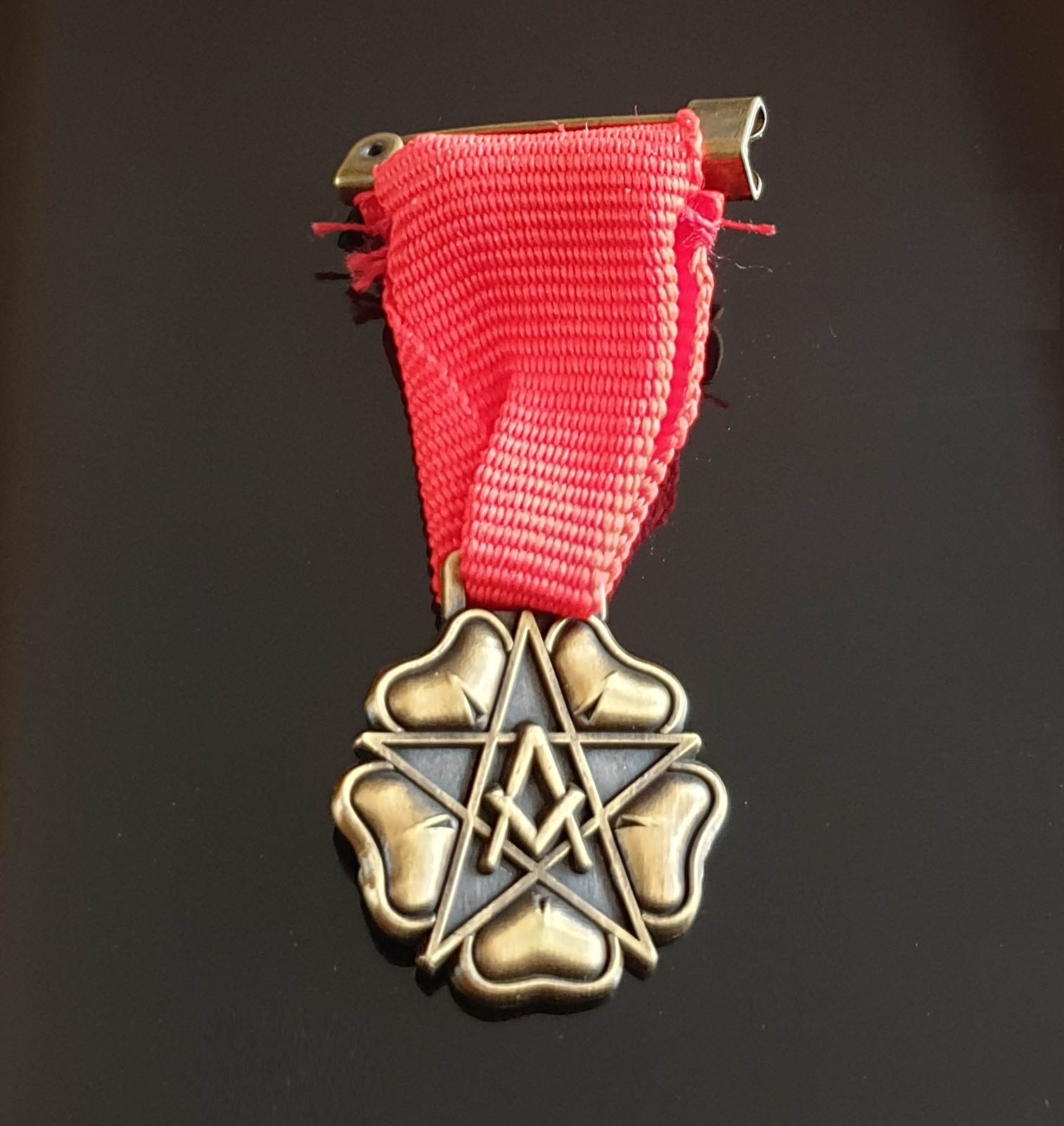
draagpenning vrijmetselaarsloge Kennemerland

## Geschiedenis
In mei 1926 werd een verzoek gedaan om een loge te stichten, getekend door W.J.C. Wijsmuller, A. Beukenkamp, J.J. Göppinger, W. Hilarius, J.R.P. Heeröldt, A. Heijn, Klaas Huisman, C.F.H. Maas, J.B. Reinders, J. Wentholt, J.J. Wierda, W.J. Wijsmuller, S. Joustra, J. Volker (Tijszn.) en dr. G. de Vries. De loge is een afsplitsing van Loge Vicit Vim Virtus. Die loge werd te groot in de ogen van de leden, waardoor splitsing noodzakelijk werd.
Op de landelijke Algemene Ledenvergadering van de Orde, het z.g. Grootoosten, van 26 juni 1926 werd besloten om een constitutiebrief uit te reiken aan de de nieuwe loge Kennemerland’ nr 127, een document dat de nationale koepelorganisatie Orde van Vrijmetselaren onder het Grootoosten der Nederlanden ter goedkeuring verstrekt aan nieuwe loges. De installatie volgde 23 oktober 1926 tijdens een feestelijk ritueel in het logegebouw aan de Haarlemse Ripperdastraat. Er waren 120 broeders bij elkaar o.l.v. de toenmalige orde-grootmeester Carpentier Alting. In hotel ‘Lion d’Or’ aan de Haarlemse Kruisstraat volgde een Tafelloge, een feestelijke maaltijd naar oude traditie.

Tijdens de bezetting in de Tweede Wereldoorlog werd het logegebouw aan de Haarlemse Ripperdastraat in beslag genomen en werd de vereniging verboden. Het gebouw werd leeggeroofd en ontdaan van alles wat aan vrijmetselarij deed denken. Kostbare historische documenten en boeken werden in september 1941 voor de deur van het logegebouw verbrand. Daarbij zaten het logevaandel en de constitutiebrief van de loge.

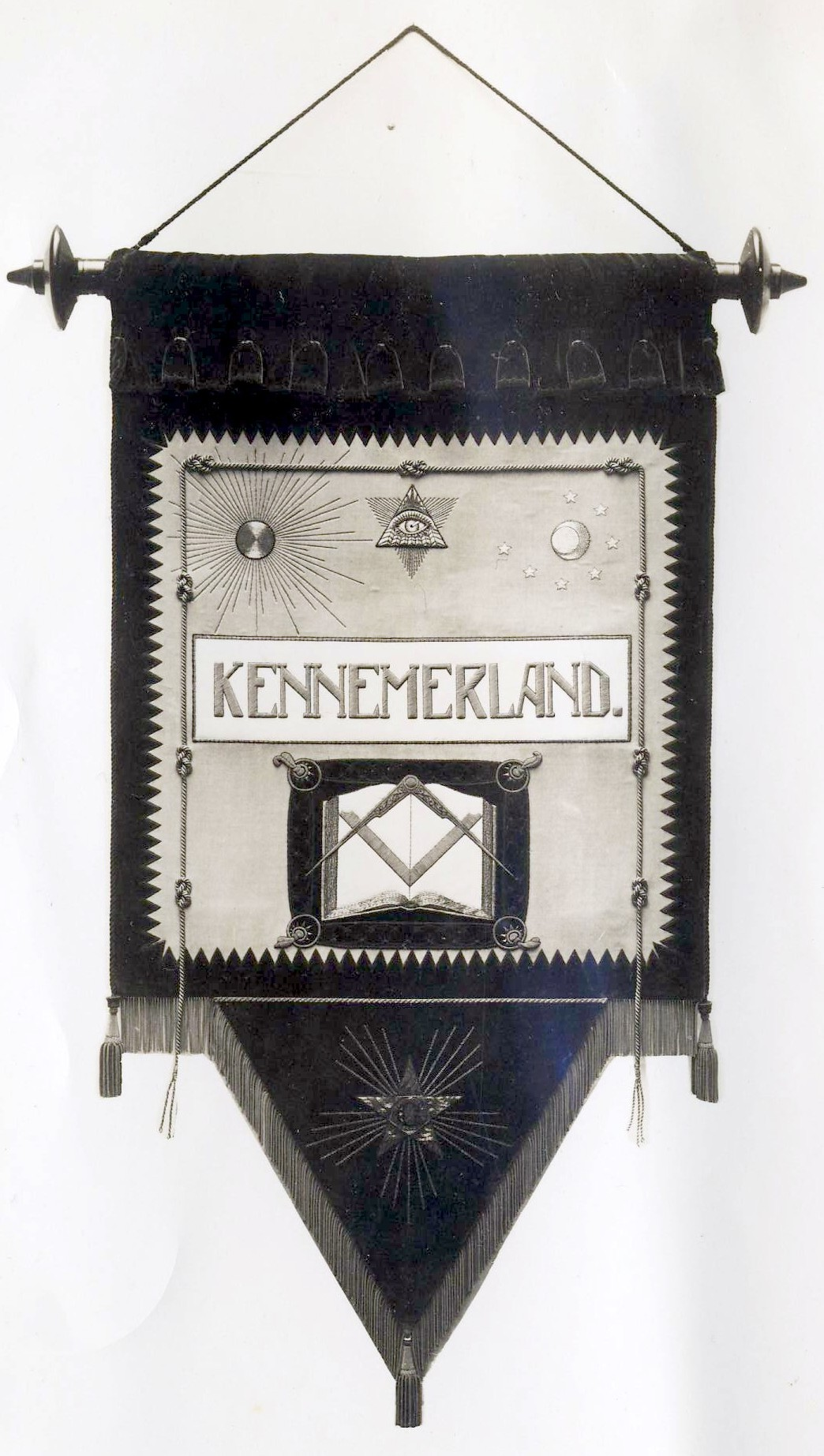
Verloren gegane vaandel vrijmetselaarsloge Kennemerland

In 1945 werd het gebouw, bij akte van rechtsherstel door het Militair Gezag, weer de thuisbasis van de Haarlemse vrijmetselarij. Na grondig herstel en herinrichting werd het gebouw in 1946 weer in gebruik genomen. De Orde verstrekte een vervangende constitutiebrief.

## Voorzittend Meesters
In onderstaande lijst een overzicht van Voorzittend Meesters van Loge Kennemerland.
| Van    | Tot    | Voorzittend Meester           |
| ------ | ------ | ----------------------------- |
| 1926   | 1927   | K. Huisman                    |
| 1927   | 1931   | dr. G. de Vries               |
| 1931   | 1936   | dr. N. van de Schatte Olivier |
| 1936   | 1939   | dr. L.C.W. Naessens           |
| 1939   | 1945   | dr. L.C. Limborg Meijer       |
| 1945   | 1947   | P.K.W. Lakeman                |
| 1947   | 1953   | dr. L.C. Limborg Meijer       |
| 1953   | 1959   | F. L. Hänsel                  |
| 1959   | 1962   | C.W. de Geus                  |
| 1962   | 1965   | Willem Hugo Naessens          |
| 1965   | 1971   | F.J. Parlevliet               |
| 1971   | 1974   | W.J. Meeuwis                  |
| 1974   | 1977   | ir. W. Visser                 |
| 1977   | 1980   | ?                             |
| 1980   | 1983   | H. Beenhakker                 |
| 1983   | 1986   | J. Roos                       |
| 1986   | 1991 ? | K.P. Ackema                   |
| 1991 ? | 1994   | W.R.W. Hommes                 |
| 1994   | 1997   | M. Vrij                       |
| 1997   | 2000   | C.U.J. Harmsen                |
| 2000   | 2002   | C.M. van de Velde             |
| 2002   | 2004   | J. Jellema                    |
| 2004   | 2007   | H. Drommel                    |
| 2007   | 2009   | R.H. Smit                     |
| 2009   | 2011   | H.R. Terwindt                 |
| 2011   | 2013   | Th. P.J.M. Vermeulen-Windsant |
| 2013   | 2015   | A.A. van La Parra             |
| 2015   | 2017   | S. Rote                       |
| 2017   | 2019   | G. Thimister                  |
| 2019   | 2020   | J. Ketelaars (a.i.)           |
| 2020   | 2024   | A.J. Glastra                  |
| 2024   | -      | J.A.R. Patel                  |

Vrijmetselarij · Beginselen · Geschiedenis · Symbolen · Vrijmetselaarsloge · Ordegrondwet · Obediëntie · Regulariteit en irregulariteit · Ritus · Graden · Grootmeester · Gemengde vrijmetselarij · Para-vrijmetselarij · Antivrijmetselarij · Vrijmetselarij in Nederland · Vrijmetselarij in België
>>> Meer info op Portaal:Vrijmetselarij <<<